# Эллсопп, Кёрсти
Достопочтенная Кёрсти Мэ́ри Э́ллсопп (англ. Kirstie Mary Allsopp, The Honourable; 31 августа 1971, Хампстед, Лондон, Англия, Великобритания) — британская телеведущая, журналистка и предпринимательница.

## Биография и карьера
Кёрсти Мэри Эллсопп родилась 31 августа 1971 года в Хампстеде (Лондон, Англия, Великобритания) в семье Чарльза Эллсоппа, шестого барона Хиндлип и Фионы Виктории Джин Этерли МакГоуэн (1947—2014). У Кёрсти есть младший брат Генри (род. 1973) и две младших сестры — Софи (род. 1980) и Наташа (род. 1986).
Кёрсти начала карьеру журналистскую и телевизионную карьеру в 1990-х годах. Наиболее известна как соведущая выставок недвижимости на Channel 4, включая Location, Location, Location; Relocation, Relocation и Location Revisited. Она также была ведущей The Property Chain, Love It Or List It, Kirstie's Homemade Home, Kirstie's Handmade Britain и Kirstie's Best of Both Worlds, также на Channel 4.
С 2004 года Кёрсти встречается с девелопером Беном Андерсоном. У пары есть два сына — Бэй Атлас Андерсон (род. 29.07.2006) и Оскар Геркулес  Андерсон (род. 21.08.2008).